# Jan Myrdal
Jan Myrdal (Bromma, 19 luglio 1927 – Varberg, 30 ottobre 2020) è stato uno scrittore, regista e attivista svedese, noto per le sue intransigenti denunce alla borghesia e i suoi scritti di impronta maoista, a metà tra romanzi e inchieste giornalistiche, su Cina, India, Birmania tra cui nel 1963 Rapporto da un villaggio cinese. Inchiesta in una comune agricola dello Shensi.

## Biografia
Nato a Bromma, Stoccolma, nel 1927, Jan Myrdal era figlio di due dei più influenti intellettuali svedesi del XX secolo, i premi Nobel Alva Myrdal (nata Reimer) e Gunnar Myrdal. Era fratello di Sissela Bok e Kaj Fölster.
Da bambino, Myrdal seguì i suoi genitori negli Stati Uniti durante la seconda guerra mondiale e in seguito, in diversi libri, ha parlato dell'importanza che il periodo trascorso a New York ha avuto nel plasmare la sua evoluzione intellettuale. Sin da giovane ha abbandonato la scuola superiore per concentrarsi sulla scrittura e sulla politica, sposandosi due volte prima di dedicarsi con la terza moglie, Gun Kessle, a quella che nelle sue opere autobiografiche ha definito come "la grande vita": viaggiare molto nel Terzo Mondo e dedicarsi al ruolo di intellettuale pubblico impegnato. Ha vissuto per un certo periodo in Afghanistan, Iran e India, è stato un pioniere della politica anticoloniale svedese e ha scritto delle sue esperienze nelle società in via di sviluppo che cercavano di liberarsi dalle influenze e dalle pressioni occidentali.
Alla fine del 1950 si trasformò, da comunista ortodosso filo-sovietico come era stato in gioventù, in uno dei primi sostenitori del comunismo maoista. Diventando un fervido difensore del governo cinese di Mao Tse-tung e diventando sempre più critico nei confronti dell'Unione Sovietica post-Stalin; molte delle sue opere furono bandite nel blocco orientale.

### Accuse ai genitori
Sia come stalinista prima che come maoista dopo, il comunismo radicale di Myrdal fu influenzato anche dalla grave tensione all'interno della sua famiglia, in cui i genitori erano figure di spicco all'interno del partito socialdemocratico al governo del paese. I suoi legami con Alva e Gunnar alla fine sarebbero stati completamente recisi, dividendo e scandalizzando quella che era stata a lungo percepita come una "famiglia modello" nella Svezia socialdemocratica. Myrdal ha continuato a scrivere ritratti poco lusinghieri dei suoi genitori in diversi libri autobiografici, pur riconoscendo la loro importanza come intellettuali.
La principale svolta letteraria di Myrdal è stata "Report from a Chinese Village" (1963), uno studio semi-antropologico di un villaggio nella Cina di Mao. Negli anni successivi, avrebbe scritto libri simili, attingendo al materiale raccolto durante i suoi viaggi nel Terzo Mondo. 

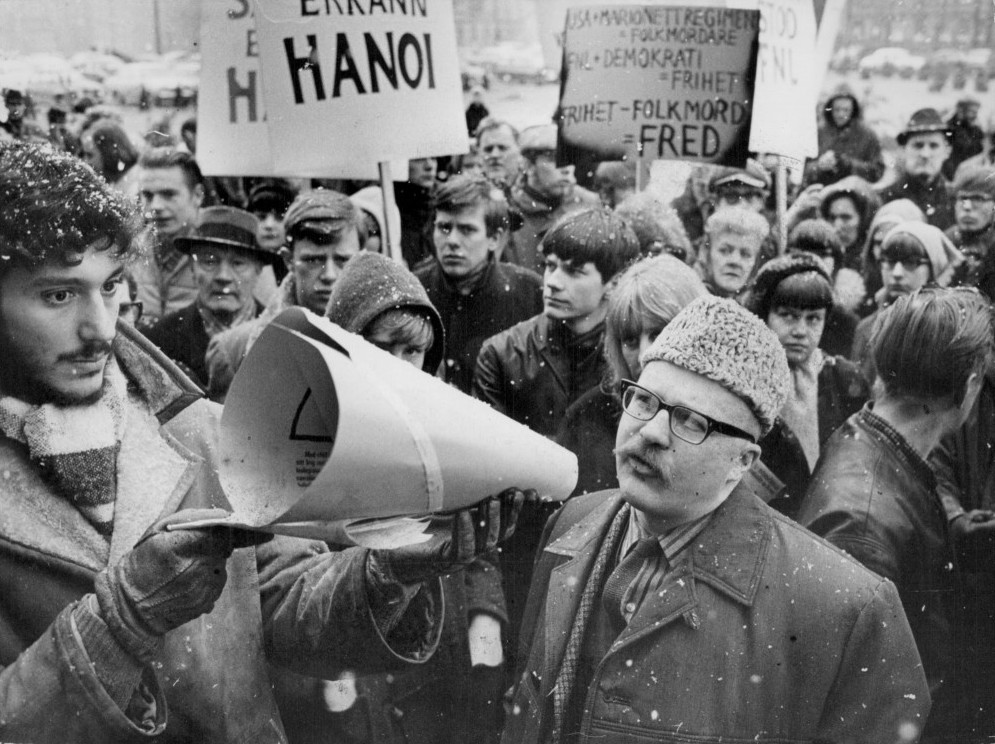
Jan Myrdal mentre parla ad una dimostrazione contro la guerra nel Vietnam a Medborgarplatsen, Stoccolma, nel 1966.

Tra la metà e la fine degli anni '60, emerse anche come una figura molto influente all'interno della nuova sinistra svedese, che attaccò una socialdemocrazia a lungo egemonica nel paese, prendendo posizioni a sinistra del Partito comunista svedese appoggiato da Mosca e che aveva iniziato a moderare la sua posizione. Dal 1968 al 1973, Myrdal diresse l'Associazione di amicizia svedese-cinese. Dal 1971 al 1972 e di nuovo dal 1987 al 1989, è stato editore e presidente del consiglio di amministrazione di Folket i Bild / Kulturfront (FiB / K), una rivista "per la libertà di parola e di stampa".
Per la maggior parte, tuttavia, l'influenza di Myrdal fu di natura più indiretta, a causa della prevalenza di una varietà di piccoli gruppi maoisti provenienti dagli ambienti universitari, in particolare il KFML, un piccolo gruppo il cui ruolo all'interno della sinistra intellettuale superava ampiamente il suo peso numerico. Sia attraverso questi gruppi che come figura indipendente, Myrdal arrivò a svolgere un ruolo importante nel movimento contro la guerra, quando era al suo apice in termini di influenza politica e culturale. In seguito ha svolto un ruolo simile nel mobilitare un movimento più piccolo ma comunque energico per opporsi all'occupazione sovietica dell'Afghanistan.

### In difesa di Pol Pot
Dopo gli anni '70, l'influenza e la popolarità di Myrdal diminuirono gradualmente e iniziarono a essere seriamente circoscritte dai primi anni '90. Le sue posizioni intransigenti attirarono più critiche dopo che molti dei suoi ex sostenitori avevano rinunciato al loro precedente sostegno alla politica comunista. Al contrario, Myrdal non fece concessioni al nuovo clima intellettuale, sostenendo con più forza le sue opinioni precedenti. La sua difesa del governo di Pol Pot e la sua negazione del genocidio cambogiano è diventato emblematica del suo rigido marxismo-leninismo, che non aveva più molto spazio nella vita pubblica svedese.

### Una biblioteca con 50.000 volumi
Anche dopo il declino della sua influenza politica e visibilità nei dibattiti, Myrdal rimase una figura importante nella letteratura svedese. Bibliofilo e scrittore prolifico ed eclettico, ha pubblicato numerosi libri e articoli su una vasta gamma di argomenti. Le sue colonne di giornali e riviste sono regolarmente raccolte in volumi pubblicati come Skriftställningar, una parola che significa, approssimativamente, "scritti" e ricorda il titolo preferito di Myrdal, "skriftställare" (piuttosto che "författare", autore).
Al di fuori della politica, le opere più influenti di Myrdal sono state i cosiddetti "I romanzi" ("jagböcker"), una serie di scritti che presentano un tipo di ricerca altamente personale, per lo più autobiografica sulla vita, l'educazione, le influenze intellettuali e le relazioni personali di Myrdal. Nonostante i devastanti ritratti dei genitori - alcuni membri della famiglia lo accusarono di mentire rompendo i loro rapporti - il valore letterario di questi scritti fu immediatamente riconosciuto. L'apprezzamento per la qualità dei romanzi di Myrdal è cresciuto nel tempo, anche se la sua politica intransigente ha approfondito il suo isolamento e lo ha privato delle opportunità di pubblicare attraverso i canali principali.
Fino al 2019, Myrdal ha scritto regolarmente per Folket i Bild / Kulturfront (FiB / K), il giornale che aveva contribuito a creare e gestire negli anni '70 e che era rimasto un baluardo per i suoi rimanenti sostenitori politici. È stato anche attivamente coinvolto con la Jan Myrdal Society, una società letteraria creata nel 2008 per supportare la sua scrittura e stimolare la ricerca sul suo lavoro. La leadership della società e lo stesso Myrdal si scontrarono pubblicamente su varie questioni, sia politiche che finanziarie. La società sostiene la Biblioteca Jan Myrdal di 50.000 volumi, che consiste nella sua biblioteca personale, donata allo scopo di creare una collezione permanente aperta ai ricercatori. Secondo la società, circa un terzo dei volumi della Biblioteca Jan Myrdal non è detenuto da nessun'altra biblioteca svedese, a testimonianza dei decenni di collezionismo di libri di Myrdal in Svezia, in Europa e durante i suoi viaggi in Asia, Africa e America Latina. La biblioteca si trova a Varberg, dove ha vissuto anche lo stesso Myrdal, affittando un appartamento dalla Società nell'edificio della biblioteca e aiutando a catalogarne il contenuto.

### Ultimi anni e morte
Dopo aver terminato la sua rubrica su FiB / K nel novembre 2019, Myrdal è stato costretto a smettere di scrivere a causa di problemi di salute nel 2020. È morto a Varberg il 30 ottobre 2020, all'età di 93 anni. Annunciando la sua scomparsa, il presidente della Jan Myrdal Society, Cecilia Cervin, ha scritto: "La persona fisica di Jan Myrdal è morta. Augurare pace alla sua memoria sarebbe un'espressione del sentimentalismo borghese che detestava. Allora, invece: leggi le sue opere, visita e usa la sua biblioteca e, soprattutto: continua la lotta nel suo spirito!"
Myrdal era dottore onorario in letteratura all'Upsala College nel New Jersey, Stati Uniti, e dottore di ricerca presso l'Università Nankai di Tientsin in Cina.

## Vita privata
Si sposò quattro volte: le sue prime tre mogli furono Nadja Wiking (1948-1952), Maj Lidberg (1952-1956), Gun Kessle (1926-2007), un'artista grafica, fotografa e scrittrice che ha illustrato molte delle sue opere. Dopo la sua morte, Myrdal sposò Andrea Gaytan Vega. Separatisi dopo qualche anno, tornarono poi insieme ma in seguito divorziarono nuovamente. Lo scrittore aveva due figli, Janken Myrdal (con Nadja Wiking) ed Eva Myrdal (con Maj Lidberg).